# Prêmio Nishina
O Prêmio Nishina (em japonês:  仁科記念賞, Nishina Kinenshō) é uma premiação em física concedido anualmente pela Fundação Nishina. O prêmio é concedido por realizações extraordinárias em física atômica e sua aplicação a indivíduos ou grupos de pesquisa. No contexto do prêmio a física atômica significa todo o espectro da física moderna. O nome é uma homenagem ao físico japonês, Yoshio Nishina. Os laureados recebem uma medalha, um certificado e um prêmio em dinheiro de 500.000 ienes.

## Recipientes
- 1955 Ogata Koreichi – Kazuhiko Nishijima
- 1956 Kei Yoshida – Mitsui Shingo, Nishigaki Susumu, Egawa Tomoji, Ushioda Tsunezo
- 1957 Ryogo Kubo
- 1958 Sugimoto Kenzō – Sawada Katuro
- 1959 Leo Esaki – Nakane Ryōhei
- 1960 Yoshimori Akio
- 1961 Niu Kiyoshi – Fukui Shūji, Miyamoto Shigenori – Takeo Matsubara
- 1962 Takayama Kazuo – Sasaki Wataru
- 1963 Chushiro Hayashi
- 1964 Iwata Giichi – Seya Masao
- 1965 Mitani Kenji, Tanaka Shigetoshi – Miyake Saburō
- 1966 Oda Minoru – Toyozawa Yutaka
- 1967 Ogawa Shūzō, Yamaguchi Yoshio – Nishimura Jun
- 1968 Mori Hajime – Jun Kondo
- 1969 Matsuda Hisashi – Ikeji Hiroyuki, Nishikawa Kyōji
- 1970 Kigoshi Kunihiko – Nishikawa Tetsuji
- 1971 Sugawara Hirotaka – Morinaga Haruhiko
- 1972 Kyozi Kawasaki – Maki Kasumi
- 1973 Nakanishi Noboru – Satō Fumitaka, Tomimatsu Akira
- 1974 Ōtsuka Eizo – Sakita Bunji
- 1975 Yamazaki Toshimitsu – Hanamura Eiichi
- 1976 Isoya Akira – Ōkubo Susumu, Iizuka Jugoro
- 1977 Shionoya Shigeo – Maki Jirō, Hara Yasuo
- 1978 Hirota Eiji – Arima Akito, Marumori Toshio
- 1979 Moriya Toru – Makoto Kobayashi, Toshihide Masukawa
- 1980 Date Muneyuki – Torizuka Yoshiharu – Kugo Taichirō, Ojima Izumi
- 1981 Sugimoto Daiichirō – Yoshimura Motohiko
- 1982 Ando Tsuneya – Akira Tonomura
- 1983 Yamanouchi Taiji – Masuda Akimasa
- 1984 Eguchi Tōru, Kawai Hikaru – Ishikawa Yoshikazu – Kawaji Shinji
- 1985 Tanaka Toyoichi – Sumio Iijima – Tanaka Yasuo
- 1986 Suzuki Masuo – Fujikawa Kazuo – Satō Testuya
- 1987 Takayanagi Kunio – Morimoto Masaki, Kaifu Norio – Masatoshi Koshiba, Totsuka Yōji, Suda Hidehiro
- 1988 Matsumoto Toshio – Kikkawa Keiji – Saitō Gunji
- 1989 Tanihata Isao – Nomoto Ken'ichi
- 1990 Satō Katsuhiko – Tokura Yoshinori – Yokoya Kaoru
- 1991 Kitamura Hideo – Saitō Shūji – Wadachi Miki
- 1992 Yamamoto Yoshihisa – Ōnuki Yoshichika, Hasegawa Akira – Yanagida Tsutomu
- 1993 Itō Kimitaka, Itō Sanae – Katsumata Kōichi
- 1994 Kawabata Arisato – Tanabe Tetsumi – Iwasaki Yōichi, Ukawa Akira, Ōkawa Masanori, Fukugita Masataka
- 1995 Satō Takeo – Kawakami Norio, Yan Sonkiru
- 1996 Shuji Nakamura – Itaya Kinko – Nakai Naomasa, Inoue Makoto, Miyoshi Makoto
- 1997 Kifune Tadashi, Tanimori Toru – Anthony Ichirō Sanda – Yasuoka Hiroshi
- 1998 Akimitsu Jun – Shimizu Fujio – Kondō Kunitaka
- 1999 Inoue Kenzo, Kakuto Akira – Takaaki Kajita – Nakamura Yasunobu
- 2000 Orito Shūji, Yamamoto Akihiro – Konishi Ken'ichi – Horiuchi Hisashi
- 2001 Suzuki Yōichirō, Nakahata Masayuki – Takasaki Fumihiko, Oide Katsunobu – Amaya Kiichi, Shimizu Katsuya
- 2002 Koyama Katsuji – Tarucha Seigo – Nagai Yasuki, Igashira Masayuki
- 2003 Kitaoka Yoshio – Suzuki Atsuto – Nakano Takashi
- 2004 Tsai Jaw-Shen – Niwa Kimio
- 2005 Nagaosa Naoto – Nishikawa Kōichirō – Morita Kosuke
- 2006 Tajima Toshiki – Nishimori Hidetoshi – Mishima Osamu
- 2007 Hosotani Yutaka
- 2008 Ie Masanori – Ueda Masahito – Hayano Ryūko
- 2009 Ōguri Hiroshi – Tamura Hirokazu
- 2010 Kaneko Kunihiko – Maeno Yoshiteru
- 2011 Akiba Yasuyuki – Fujisawa Akihide, Ida Katsumi
- 2012 Inoue Kunio – Hosono Hideo – Hatsuda Tetsuo, Aoki Shin’ya, Ishii Noriyoshi
- 2013 Hidetoshi Katori – Yoshiro Takahashi – Takahiko Kondo, Tomio Kobayashi, Shoji Asai
- 2014 Matsuda Yūji – Kobayashi Takashi, Nakaya Tsuyoshi
- 2015 Shinsei Ryū, Akira Furusaki – Tohru Motobayashi, Hiroyoshi Sakurai
- 2016 Tadashi Takayanagi
- 2017 Hiroki Takesue – Chihaya Adachi – Mahito Kohmoto
- 2018 Masaru Shibata – Koichiro Tanaka